# Mai Truc Phan
 (septembre 2013).
Mai Truc Phan, né en 1945, est un peintre vietnamien d'histoire, de compositions animées, de scènes de genre, aquarelliste, pastelliste, dessinateur, affichiste, de style occidental,  du XXe siècle. Ses origines ne sont pas mentionnées.

## Biographie
Mai Truc Phan enseigne à l'Université des Beaux-Arts de Hô-Chi-Minh-Ville (grande ville du Viêt Nam). Il prend part à de nombreuses expositions nationales et internationales, dont : en 1977, exposition nationale des affiches de propagande, où il reçoit un troisième prix; en 1991, exposition du Consulat de France, obtenant un deuxième prix; en 1994, Asia Modern Art International Exibition; en 1996, exposition Viêt Nam. 30 ans de peinture de la guerre à la paix, Paris.
Peintre de la guerre, il réalise de précieux documents historiques, depuis l'offensive du Têt Mâu Thân, en 1968, jusqu'à la réunification du Viêt Nam, en 1975. Parmi ses œuvres, on mentionne : Retour à la maison incendiée, daté 1968; Le petit messager, daté 1974; Le Gardien de frontière, daté 1975.